# Opel Kapitän
Opel Kapitän (укр. «Опель Капітан») — західнонімецький автомобіль середнього класу, що випускався підрозділом корпорації GM Opel з 1939 по 1970 рік. Opel Kapitän був європейським флагманом корпорації GM і займав в модельному ряду позицію на сходинку вище моделі Opel Rekord.
Для зручності викладу використані внутрішньозаводські індекси моделей (PI, PII, A, і т. д.), які нині є загальноприйнятими для позначення різних поколінь моделі Kapitän.
З 1964 року цей автомобіль був частиною так званої серії «KAD» (Kapitän, Admiral, Diplomat), об'єднувала в собі три дуже схожі моделі, в основному, вони відрізнялися лише різними двигунами.

## Покоління

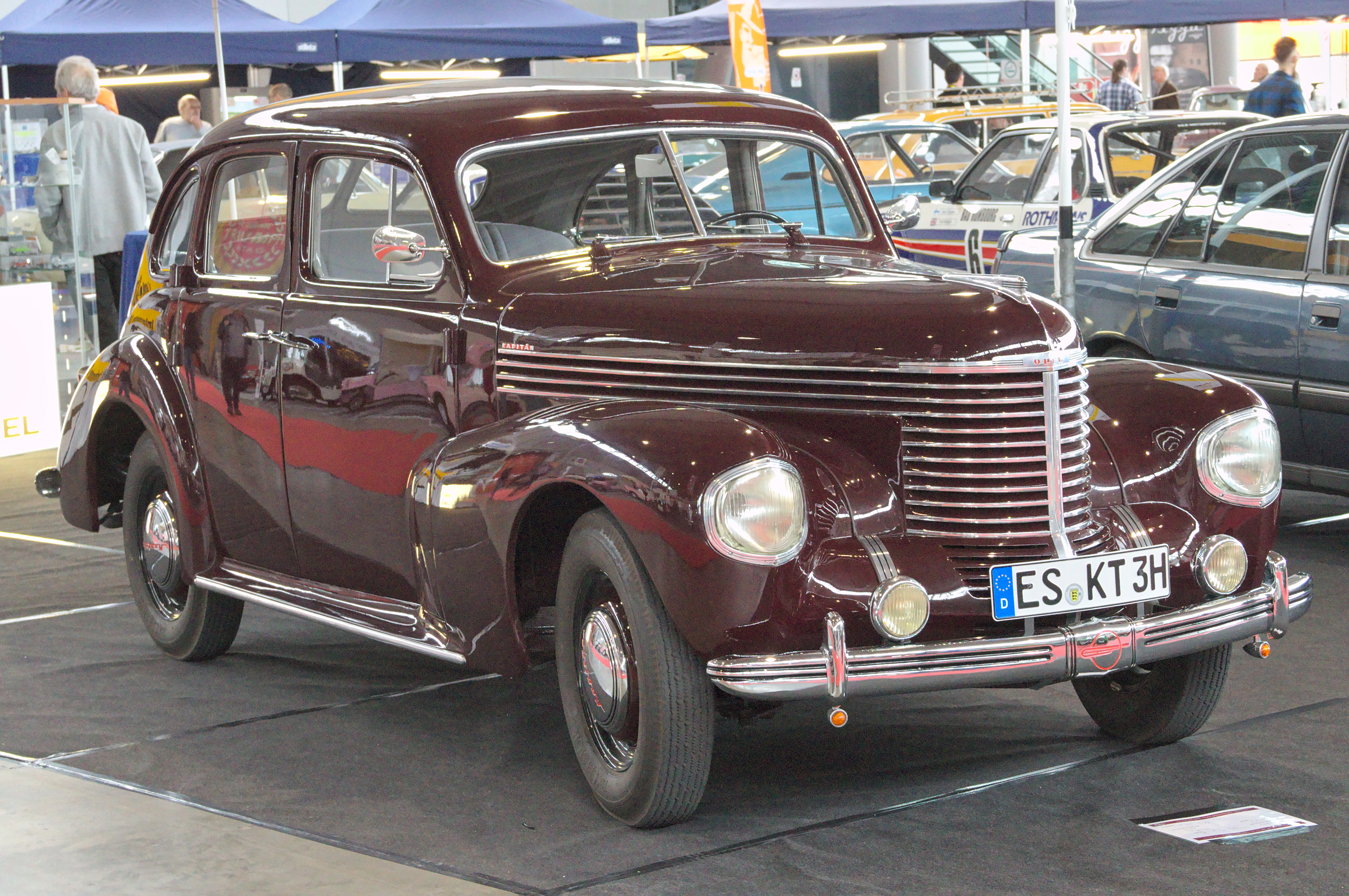
Opel Kapitän (1938-1940)
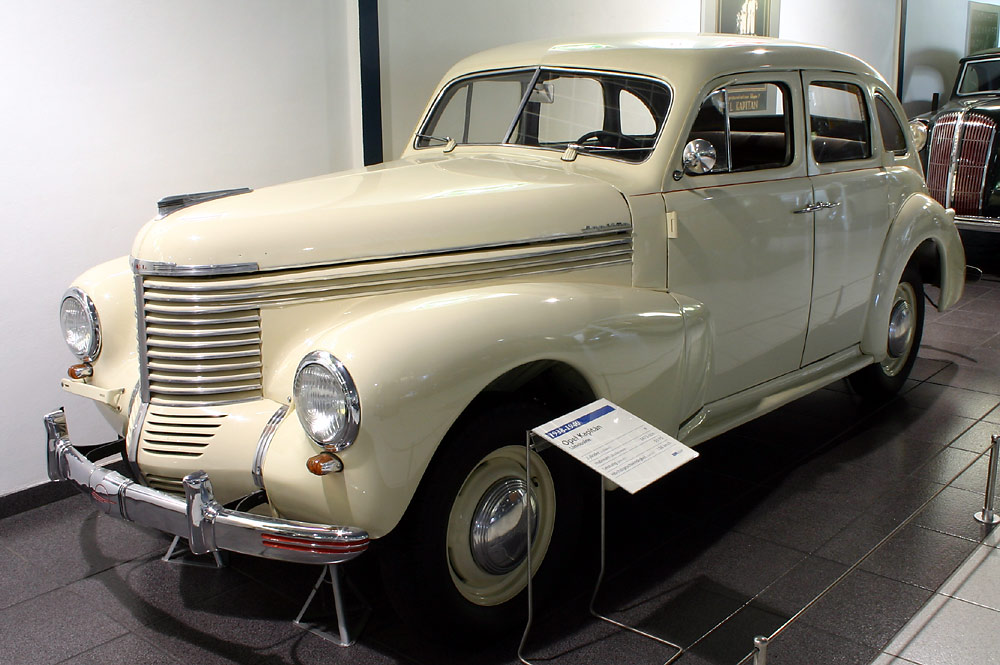
Opel Kapitän (1948-50)
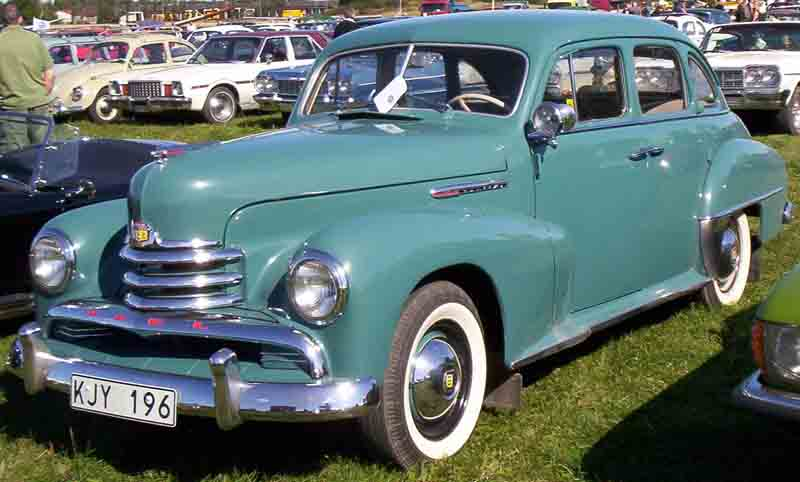
Opel Kapitän (1951–1953)
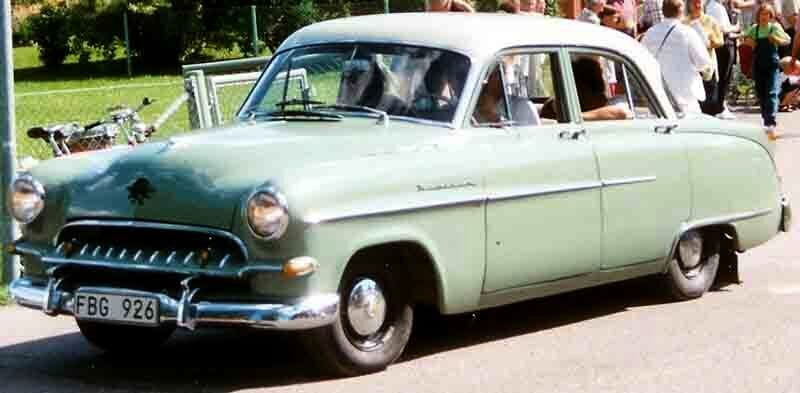
Opel Kapitän  (1953–1955)
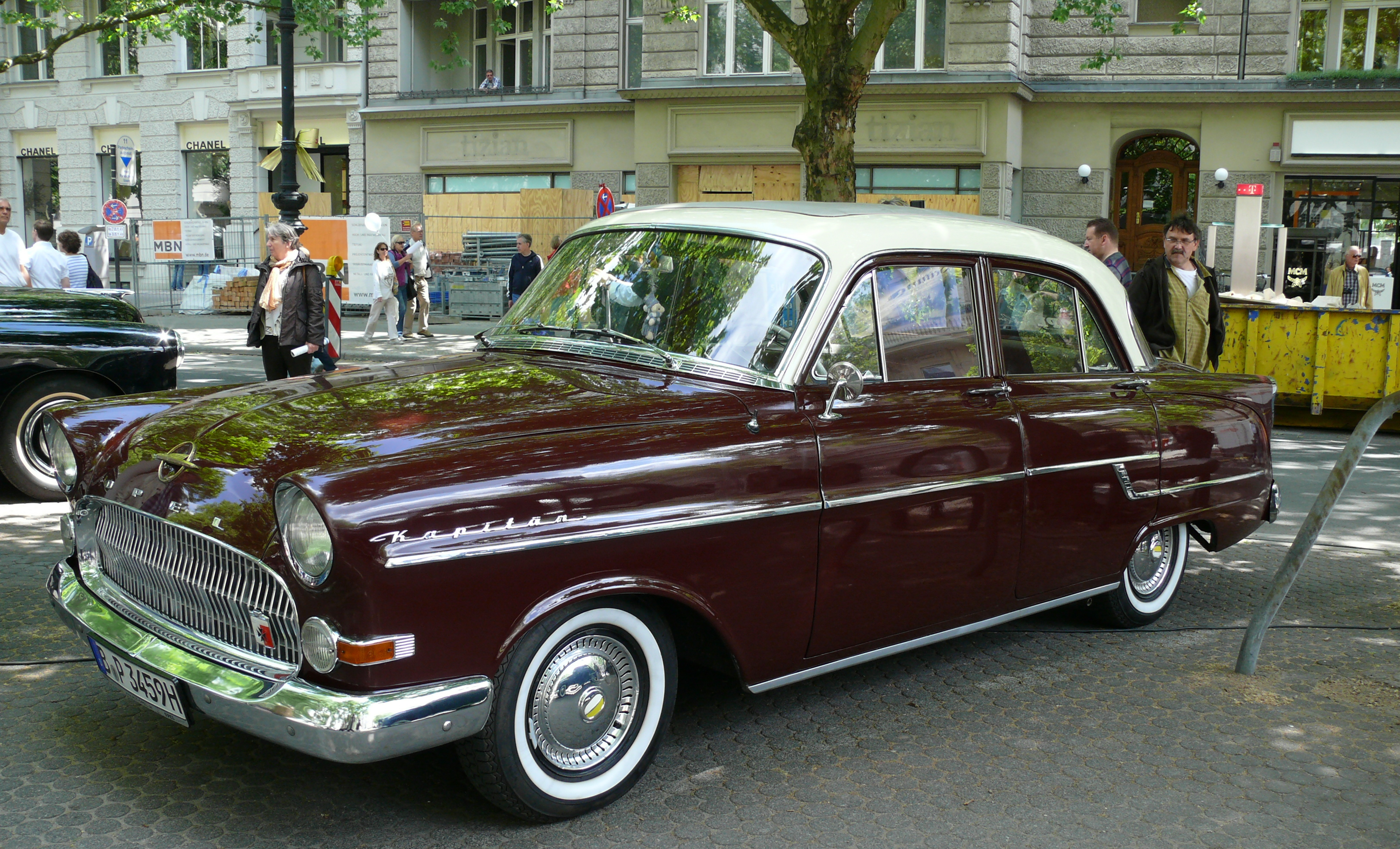
Opel Kapitän (1955-58)

## Opel Kapitän P1 (1958-1959)

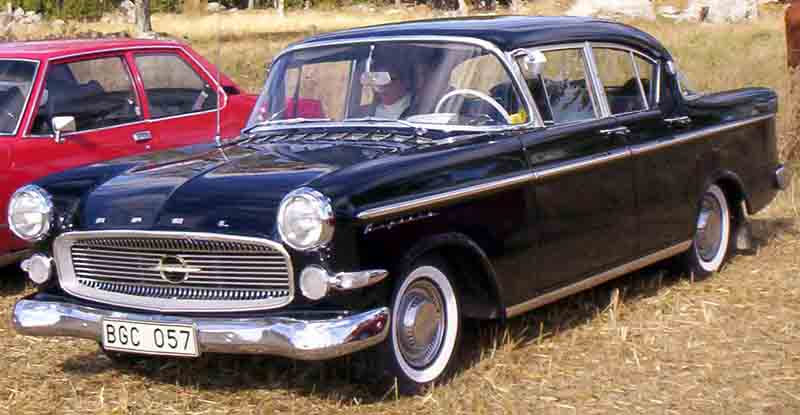
Opel Kapitän P1 (1958-1959)

У червні 1958 було представлено нове покоління - Kapitän P1, або P 2,5. В слід за тенденціям американської автомобільної моди, машина стала нижчою (на 6 см) і ширшою в порівнянні з попередником, отримала панорамні скла і плавники. Віддачу 2,5-літровою «шістки» підняли до 79 к.с. Автомобіль був підданий різкій критиці, головним чином, за вузький отвір задніх дверей і зайвий химерний стиль. Тому це покоління знаходилося на конвеєрі всього один рік.
З червня 1958 по червень 1959 рік з конвеєра зійшло 34 282 автомобіля. Ціна становила 10 250 DM. За DM 750 можна було замовити більш розкішну обробку (комплектація L), а ще за 650 - автоматичний овердрайв в трансмісії.

### Двигун
- 2.5 L I6

## Opel Kapitän P2 (1959-1963)

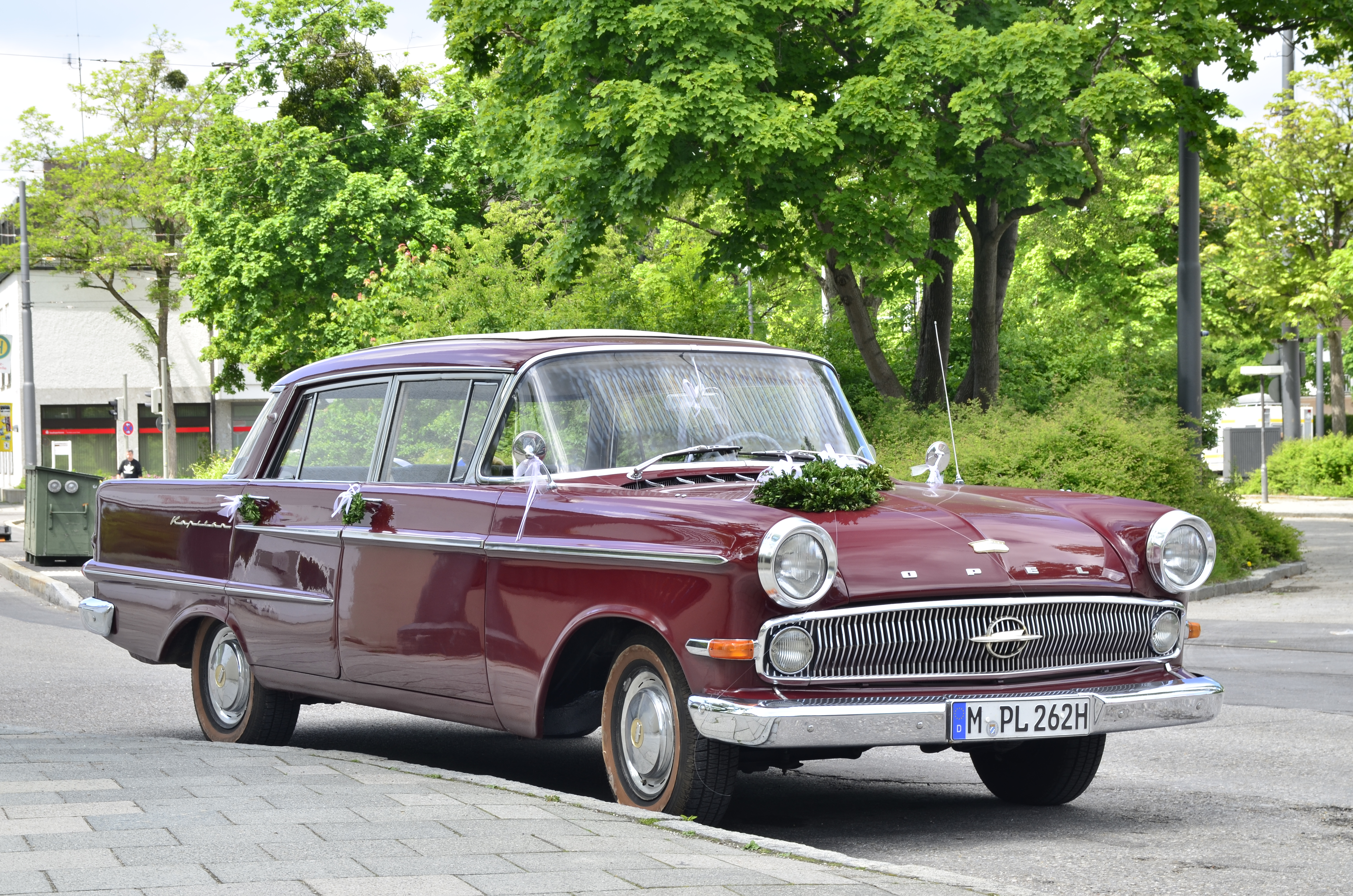
Opel Kapitän P2 (1959-1963)

Kapitän P2, або P 2,6 - отримав оновлений кузов з більш плоским дахом, новими передньою і задньою частиною. З'явився новий 2,6-літровий двигун (діаметр циліндра і хід поршня 85×76,5 мм замість 80x82 мм), конструкція двигуна в цілому залишилася колишньою — нижній розподільчий вал і привід клапанів штовхачами. Замість 3-ступінчастої механічної коробки передач з овердрайвом на це покоління встановлюється американська коробка-автомат Hydra-Matic. Стало доступно кілька комплектацій, в тому числі люксова L.
З серпня 1959 по грудень 1963 випустили 145,618 екземплярів цієї моделі.
Такий автомобіль 1960 випуску в комплектації L був у Леоніда Брежнєва.[джерело?]

### Двигун
- 2.6 L I6

## Opel Kapitän A (1964-1968)

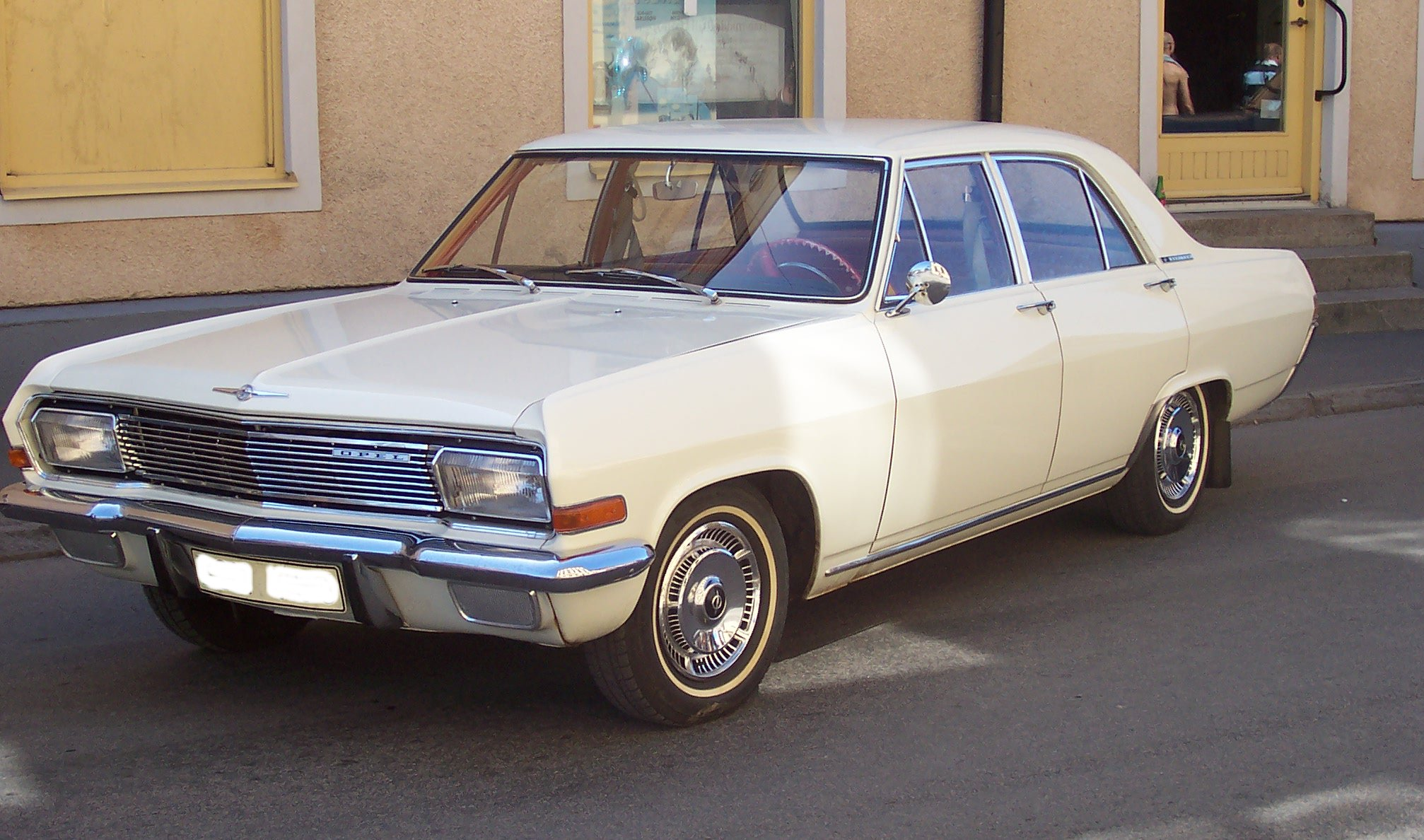
Opel Kapitän A (1964-1968)

У 1964 модельному році було представлено абсолютно нове сімейство автомобілів Opel KAD, що включало моделі Kapitän, Admiral і Diplomat; Kapitän став найдешевшою моделлю початкового рівня в цьому сімействі. У порівнянні з попередніми поколіннями, Kapitän A знаходився на клас вище, значно перевершуючи їх за розмірами і потужністю двигунів. Зовнішність була подібна до автомобілів GM для американського ринку, головним чином, Chevrolet.
Велика частина випущених машин мала шестициліндрові двигуни, невелике число було оснащено американським двигуном Chevrolet V8 об'ємом 280 куб. дюймів. У 1966/67 роках 580 примірників моделей Kapitän і Admiral для австрійського ринку отримали 2,5-літровий двигун потужністю 111 к.с.
У вересні 1967 року модель зазнала модернізацію, отримала кермове управління ZF з безпечною кермовою колонкою, що деформується при аварії. Так само, стала доступна форсована версія HL (Hochleistung) двигуна об'ємом 2,8 літра - 138 к.с.
Kapitän A не мав особливого комерційного успіху; всього було продано 24 249 екземплярів до припинення виробництва в листопаді 1968 року. Саме в роки випуску цього покоління Opel здав лідируючі позиції в класі великих автомобілів.

### Двигуни
- 2.6 L OHV I6
- 2.8 L CIH I6
- 4.6 L Chevrolet V8

## Opel Kapitän B (1969-1970)

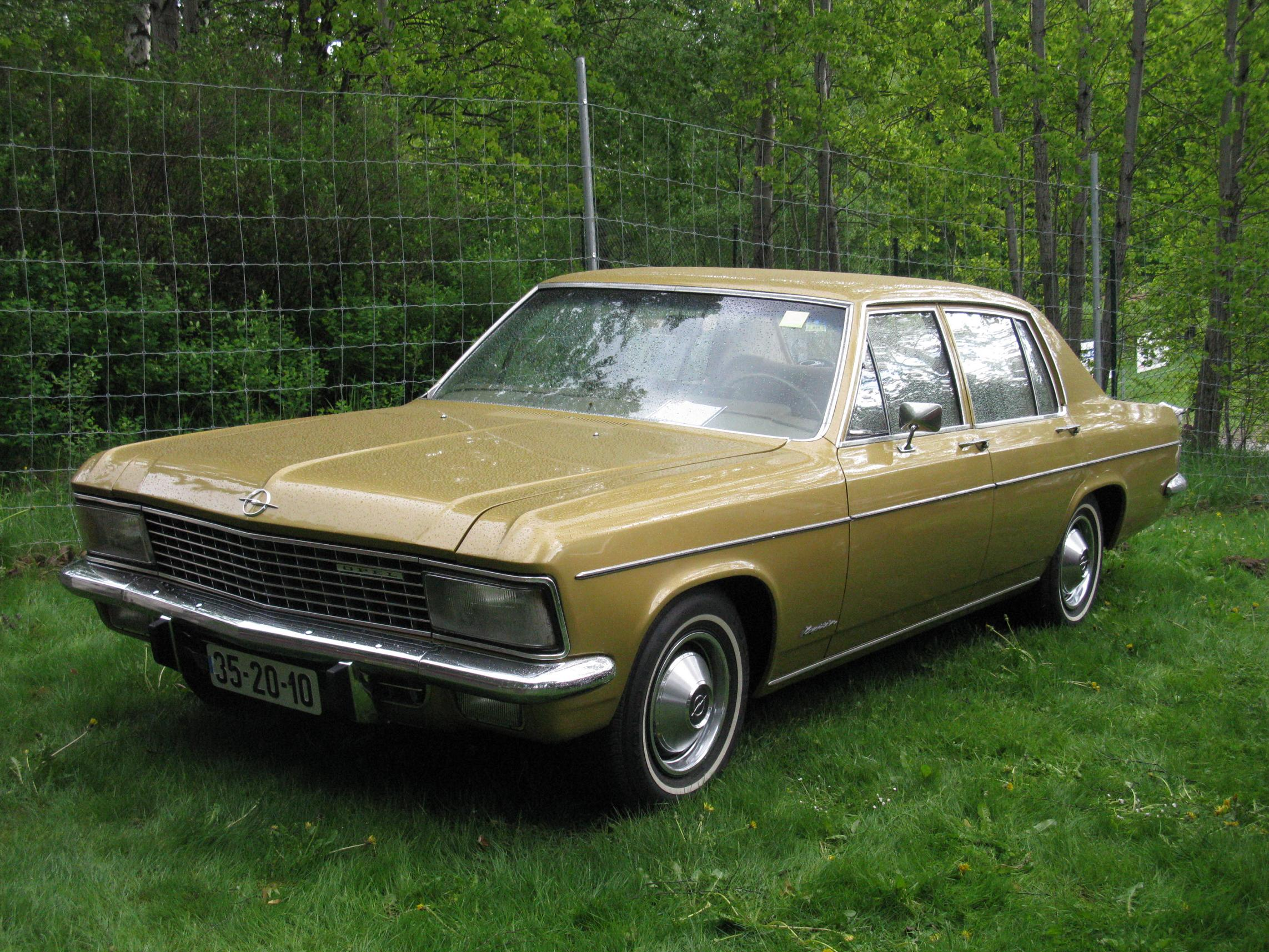
Opel Kapitän B (1969-1970)

Сімейство Opel KAD B було представлено в 1968 році. Kapitän B був модернізованою версією попереднього покоління і став останнім автомобілем цієї моделі. Кузов був підданий рестайлінгу, став коротше на 5 см. Задня підвіска була виконана за схемою DeDion. Opel Admiral B зовні повторював «Капітан», а модель Diplomat отримала інший кузов, з розкішним проамериканським стилем. Виробництво згорнули в травні 1970 року. Admiral B і Diplomat B пережили модель Kapitän на сім років, а в 1978 році були замінені на Opel Senator A.
Всього Було випущено 4,976 примірників Kapitän за 15 місяців виробництва.

### Двигуни
- 2.8 L CIH I6 145 к.с.